# Phil·lipsita-Ca
La phil·lipsita-Ca és un mineral de la classe dels silicats. Rep el nom per ser el membre amb calci dominant de la sèrie de la phil·lipsita.

## Característiques
La phil·lipsita-Ca és un silicat de fórmula química (Ca0.5,K,Na,Ba0.5)4-7[Al4-7Si12-9O32]·12H₂O. Cristal·litza en el sistema monoclínic. La seva duresa a l'escala de Mohs es troba entre 4 i 5.
Segons la classificació de Nickel-Strunz, la phillipsita-Ca pertany a «09.GC: Tectosilicats amb H₂O zeolítica, cadenes de connexions dobles de 4-enllaços» juntament amb els següents minerals: amicita, garronita-Ca, gismondina-Ca, gobbinsita, harmotoma, phil·lipsita-K, phil·lipsita-Na, flörkeïta, merlinoïta, mazzita-Mg, mazzita-Na, perlialita, boggsita, paulingita-Ca i paulingita-K.

## Formació i jaciments
Va ser descoberta al tuf de Lower Salt Lake, a la localitat d'Oahu, al comtat de Honolulu (Hawaii, Estats Units). Tot i tractar-se d'una espècie no gaire habitual ha estat descrita en tots els continents del planeta a excepció de l'Antàrtida. Als territoris de parla catalana ha estat descrita a la pedrera d'ofita del Barranc Salat, a la localitat de Calp (Alacant, País Valencià).